# Germán Vargas Espinosa
Germán Vargas Espinosa (7 de julio de 1934-Bogotá, 3 de agosto de 2015) fue un empresario, notario y político colombiano.
Es el padre del político y empresario Germán Vargas Lleras, exvicepresidente de Colombia entre 2014 y 2017.

## Familia
Germán estuvo casado en segundas nupcias con Ana Gómez Jaramillo
Contrajo primeras nupcias con Clemencia Lleras de la Fuente, una de las hijas del político colombiano Carlos Lleras Restrepo (presidente de Colombia en 1966 y 1970) y de su esposa, la española Cecilia de la Fuente (primera dama en el mismo período). Uno de sus cuñados era el exconstituyente y embajador colombiano Carlos Lleras de la Fuente, por el partido disidente Movimiento de Salvación de Nacional, fundado por Álvaro Gómez Hurtado en 1990.
Su primer suegro era primo segundo del también expresidente liberal Alberto Lleras Camargo, quien era nieto del estadista Lorenzo María Lleras. Así mismo su suegro era hijo del científico Federico Lleras Acosta. 
Tuvo 3 hijos con Clemenciaː Enrique, José Antonio y Germán Vargas Lleras, vicepresidente de Colombia entre 2014 y 2017 durante el gobierno de Juan Manuel Santos, y candidato a la presidencia en el 2018, con resultados desastrosos.